# Colomoncagua
Colomoncagua (uit het Nahuatl: "Overvloed aan plantaardig land") is een gemeente (gemeentecode 1003) in het departement Intibucá in Honduras.
Het dorp heette vroeger San Pedro Moncagua. Het is het hoogstgelegen dorp aan de rivier Gualena.

## Bevolking
De bevolking is als volgt verdeeld:
| Vrouwen | 9455 | 50,8% |
| Mannen  | 9158 | 49,2% |

## Dorpen
De gemeente bestaat uit tien dorpen (aldea), waarvan de grootste qua inwoneraantal: Mal Paso (code 100306) en Vados de San Antonio (100310).